# TSC Eintracht Dortmund
TSC Eintracht Dortmund is een Duitse sportclub uit Dortmund, Noordrijn-Westfalen. De club ontstond in 1969 door een fusie tussen TuS Eintracht 1848 Dortmund en Dortmunder SC 1895. De club is actief in 27 sportafdelingen.

## Geschiedenis

### TuS Eintracht 1848
Op 15 juli 1848 werd Turnverein Eintracht Dortmund opgericht. Op 25 augustus 1876 werd de club een rechtspersoon in de vorm van een Korporation. De club heeft deze rechtsvorm nog steeds. Ten tijde van het nationaalsocialisme werd de sporthal gebruikt voor het deporteren van joden. Tijdens de Tweede Wereldoorlog werden de terreinen verwoest door bomaanslagen. Na de oorlog werd begonnen aan een heropbouw. In 1969 volgde een fusie met Dortmunder SC 95.

### TSC Eintracht Dortmund
Na de fusie in 1969 met sportclub Eintracht werd de voetbaltraditie van SC 95 verder gezet door Eintracht Dortmund. In 1970 zakte de club al weg naar de vijfde klasse en zonk helemaal weg in de anonimiteit. Momenteel speelde de club in de Kreisliga, een van de laagste klassen van Duitsland.